# Beverly Hills Cop (computerspel uit 1990)
Beverly Hills Cop is een computerspel dat in 1990 uitgebracht werd door Tynesoft. Het spel is losjes gebaseerd op de film Beverly Hills Cop uit 1984.

## Verloop van het spel
De speler bestuurt Axel Foley in vier verschillende onderdelen: een side-scrolling actiespel dat zich afspeelt in een warenhuis, een racespel waarbij Axel de vrachtwagen uit de film moet achtervolgen, een shoot 'em up tijdens de bestorming van de villa van Maitland en tenslotte een first-person shooter waarbij Axel in de villa op zoek gaat naar Maitland zelf. De BBC-versie bevat alleen het racespel.

## Platforms
| Jaar | Platform                                                                   |
| ---- | -------------------------------------------------------------------------- |
| 1990 | MS-DOS, Amiga, Atari ST, Commodore 64, ZX Spectrum, Amstrad CPC, BBC Micro |

## Ontvangst
De recensenten van het tijdschrift Zzap!64 vonden dat het spel niet bijzonder goed uitgevoerd was, met hoogstens acceptabele graphics en geluid, maar wel met veel variatie waardoor de prijs-kwaliteitverhouding nog meeviel. Het spel kreeg een algemene beoordeling van 42%.
Het tijdschrift The Games Machine gaf een score van 57% en merkte op dat het verhaal van het computerspel absoluut geen verband houdt met het verhaal van de film, de Commodore 64-versie zowel grafisch als qua geluid zwak was, en de Amiga- en Atari ST-versies niet veel beter waren, met een Axel Foley-personage dat meer op Daley Thompson leek.